# Латвия на зимних Олимпийских играх 2018
Латвия на зимних Олимпийских играх 2018 года была представлена 34 спортсменами в 5 видах спорта. На церемонии открытия Олимпийских игр флаг Латвии нёс бобслеист Даумант Дрейшкенс, а на церемонии закрытия — конькобежец Харальд Силовс. По итогам соревнований на счету латвийских спортсменов была одна бронзовая медаль, завоёванная бобслеистами Оскаром Мелбардисом и Янисом Стренгой в соревнованиях двоек, что позволило сборной Латвии занять 28-е место в неофициальном медальном зачёте.

## Медали
| Бронза |                              |                           |            |
| №      | Спортсмены                   | Вид спорта (дисциплина)   | Дата       |
| 1      | Оскар Мелбардис Янис Стренга | Бобслей (двойки, мужчины) | 19 февраля |

## Состав сборной
Латвия на зимних Олимпийских играх была представлена 34 спортсменами, которые выступили в 9 олимпийских дисциплинах, а также одним резервистом. Впервые с 1998 года латвийский олимпийский комитет отправил на Игры менее 50 спортсменов. Основной причиной низкой численности сборной стало непопадание хоккейной сборной Латвии на Игры в Пхёнчхане.
 Биатлон
1. Оскар Муйжниекс
2. Андрей Расторгуев
3. Байба Бендика

 Бобслей
1. Арвис Вилкасте
2. Даумант Дрейшкенс
3. Оскар Киберманис
4. Хелвийс Лусис
5. Оскар Мелбардис
6. Матис Микнис
7. Янис Стренга
8. Янис Янсонс

 Горнолыжный спорт
1. Кристап Звейниекс
2. Лелде Гасуна

 Конькобежный спорт
1. Харальдс Силовс

 Лыжные гонки
1. Индулис Бикше
2. Инга Пашковска
3. Патриция Эйдука

 Санный спорт
1. Кристерс Апарйодс
2. Оскарс Гудрамович
3. Артур Дарзниекс
4. Петерис Калниньш
5. Инарс Кивлениекс
6. Андрис Шицс
7. Юрис Шицс
8. Кендия Апарйоде
9. Улла Зирне
10. Элиза Цауце

 Скелетон
1. Мартинс Дукурс
2. Томас Дукурс
3. Лелде Приедулена

 Фигурное катание
1. Денис Васильев
2. Диана Никитина

 Шорт-трек
1. Роберт Звейниекс
2. Роберто Пукитис

## Результаты соревнований

### Биатлон
Большинство олимпийских лицензий на Игры 2018 года были распределены по результатам выступления стран в зачёт Кубка наций в рамках Кубка мира 2016/2017. По его результатам мужская сборная Латвии заняла 21-е место, благодаря чему заработала 2 олимпийские лицензий, а женская сборная, занявшая 26-е место осталась без путёвок на Игры. По итогам индивидуального квалификационного отбора именную олимпийскую лицензию смогла завоевать Байба Бендика.
Мужчины
| Соревнование         | Спортсмены        | Стрельба | Время   | Место | Отставание |
| -------------------- | ----------------- | -------- | ------- | ----- | ---------- |
| спринт               | Андрей Расторгуев | 1+2      | 24:34,4 | 24    | +55,6      |
| спринт               | Оскар Муйжниекс   | 1+1      | 25:56,3 | 66    | +2:17,5    |
| гонка преследования  | Андрей Расторгуев | 1+0+1+2  | 34:29,3 | 12    | +1:37,6    |
| индивидуальная гонка | Оскар Муйжниекс   | 0+2+0+1  | 52:06,0 | 42    | +4:02,2    |
| индивидуальная гонка | Андрей Расторгуев | 1+1+3+1  | 53:41,8 | 59    | +5:38,0    |
| масс-старт           | Андрей Расторгуев | 0+1+0+2  | 38:47,4 | 28    | +3:00,1    |

Женщины
| Соревнование         | Спортсмены    | Стрельба | Время   | Место | Отставание |
| -------------------- | ------------- | -------- | ------- | ----- | ---------- |
| спринт               | Байба Бендика | 3+1      | 23:14,6 | 39    | +2:08,4    |
| гонка преследования  | Байба Бендика | 1+0+2+0  | 33:59,4 | 33    | +3:24,1    |
| индивидуальная гонка | Байба Бендика | 0+1+1+2  | 45:32,8 | 39    | +4:25,6    |

### Бобслей

#### Бобслей
Квалификация спортсменов для участия в Олимпийских играх осуществлялась на основании рейтинга IBSF (англ. IBSF Ranking) по состоянию на 14 января 2018 года. По его результатам сборная Латвии завоевала по две олимпийские лицензии в мужских двойках и четвёрках.
Мужчины
| Соревнование | Спортсмены                                                    | 1 заезд   | 1 заезд | 2 заезд   | 2 заезд | 3 заезд   | 3 заезд | 4 заезд   | 4 заезд | Итоговый результат | Итоговое место | Отставание |
| Соревнование | Спортсмены                                                    | Результат | Место   | Результат | Место   | Результат | Место   | Результат | Место   | Итоговый результат | Итоговое место | Отставание |
| ------------ | ------------------------------------------------------------- | --------- | ------- | --------- | ------- | --------- | ------- | --------- | ------- | ------------------ | -------------- | ---------- |
| двойки       | Оскар Мелбардис Янис Стренга                                  | 49,08 TR  | 1       | 49,54     | 10      | 49,08     | 2       | 49,21     | 1       | 3:16,91            | 3              | +0,05      |
| двойки       | Оскар Киберманис Матис Микнис                                 | 49,21     | 4       | 49,57     | 12      | 49,32     | 6       | 49,70     | 14      | 3:17,80            | 9              | +0,94      |
| четвёрки     | Оскар Мелбардис Даумант Дрейшкенс Арвис Вилкасте Янис Стренга | 48,82     | 4       | 49,39     | 12      | 48,91     | 5       | 49,53     | 2       | 3:16,65            | 5              | +0,80      |
| четвёрки     | Оскар Киберманис Янис Янсонс Хелвий Лусис Матис Микнис        | 49,18     | 15      | 49,26     | 7       | 49,34     | 11      | 49,63     | 9       | 3:17,41            | 10             | +1,56      |

#### Скелетон
Квалификация спортсменов для участия в Олимпийских играх осуществлялась на основании рейтинга IBSF (англ. IBSF Ranking) по состоянию на 14 января 2018 года. По его результатам сборная Латвии стала обдадателем двух олимпийских квот у мужчин и одной у женщин.
Мужчины
| Соревнование | Спортсмены    | 1 заезд   | 1 заезд | 2 заезд   | 2 заезд | 3 заезд   | 3 заезд | 4 заезд   | 4 заезд | Итоговый результат | Итоговое место | Отставание |
| Соревнование | Спортсмены    | Результат | Место   | Результат | Место   | Результат | Место   | Результат | Место   | Итоговый результат | Итоговое место | Отставание |
| ------------ | ------------- | --------- | ------- | --------- | ------- | --------- | ------- | --------- | ------- | ------------------ | -------------- | ---------- |
| мужчины      | Мартин Дукурс | 50,85     | 5       | 50,38     | 2       | 50,32     | 2       | 50,76     | 5       | 3:22,31            | 4              | +1,76      |
| мужчины      | Томас Дукурс  | 50,88     | 7       | 50,58     | 5       | 50,65     | 6       | 50,63     | 4       | 3:22,74            | 5              | +2,19      |

Женщины
| Соревнование | Спортсмены       | 1 заезд   | 1 заезд | 2 заезд   | 2 заезд | 3 заезд   | 3 заезд | 4 заезд   | 4 заезд | Итоговый результат | Итоговое место | Отставание |
| Соревнование | Спортсмены       | Результат | Место   | Результат | Место   | Результат | Место   | Результат | Место   | Итоговый результат | Итоговое место | Отставание |
| ------------ | ---------------- | --------- | ------- | --------- | ------- | --------- | ------- | --------- | ------- | ------------------ | -------------- | ---------- |
| женщины      | Лелде Приедулена | 52,14     | 7       | 52,17     | 5       | 52,09     | 9       | 52,09     | 8       | 3:28,49            | 7              | +1,21      |

### Коньковые виды спорта

#### Конькобежный спорт
По сравнению с прошлыми Играми в программе конькобежного спорта произошёл ряд изменений. Были добавлены соревнвнования в масс-старте, где спортсменам необходимо будет преодолеть 16 кругов, с тремя промежуточными финишами, набранные очки на которых помогут в распределении мест, начиная с 4-го. Также впервые с 1994 года конькобежцы будут бежать дистанцию 500 метров только один раз. Распределение квот происходило по итогам первых четырёх этапов Кубка мира. По их результатам был сформирован сводный квалификационный список, согласно которому сборная Латвии стала обладателем олимпийских квот на четырёх дистанциях, причём все лицензии для страны завоевал Харальдс Силовс.
Мужчины
Индивидуальные гонки
| Соревнование | Спортсмены     | Результат | Место | Отставание |
| ------------ | -------------- | --------- | ----- | ---------- |
| 1000 метров  | Харальд Силовс | 1:09,50   | 15    | +1,55      |
| 1500 метров  | Харальд Силовс | 1:45,25   | 4     | +1,24      |

Масс-старт
| Соревнование | Спортсмены     | Полуфинал | Полуфинал | Полуфинал | Полуфинал | Полуфинал | Финал                | Финал                | Финал                | Финал                |
| Соревнование | Спортсмены     | Забег     | Круги     | Очки      | Время     | Место     | Круги                | Очки                 | Время                | Место                |
| ------------ | -------------- | --------- | --------- | --------- | --------- | --------- | -------------------- | -------------------- | -------------------- | -------------------- |
| масс-старт   | Харальд Силовс | 1         | 16        | 3         | 8:28,93   | 9         | завершил выступление | завершил выступление | завершил выступление | завершил выступление |

#### Фигурное катание

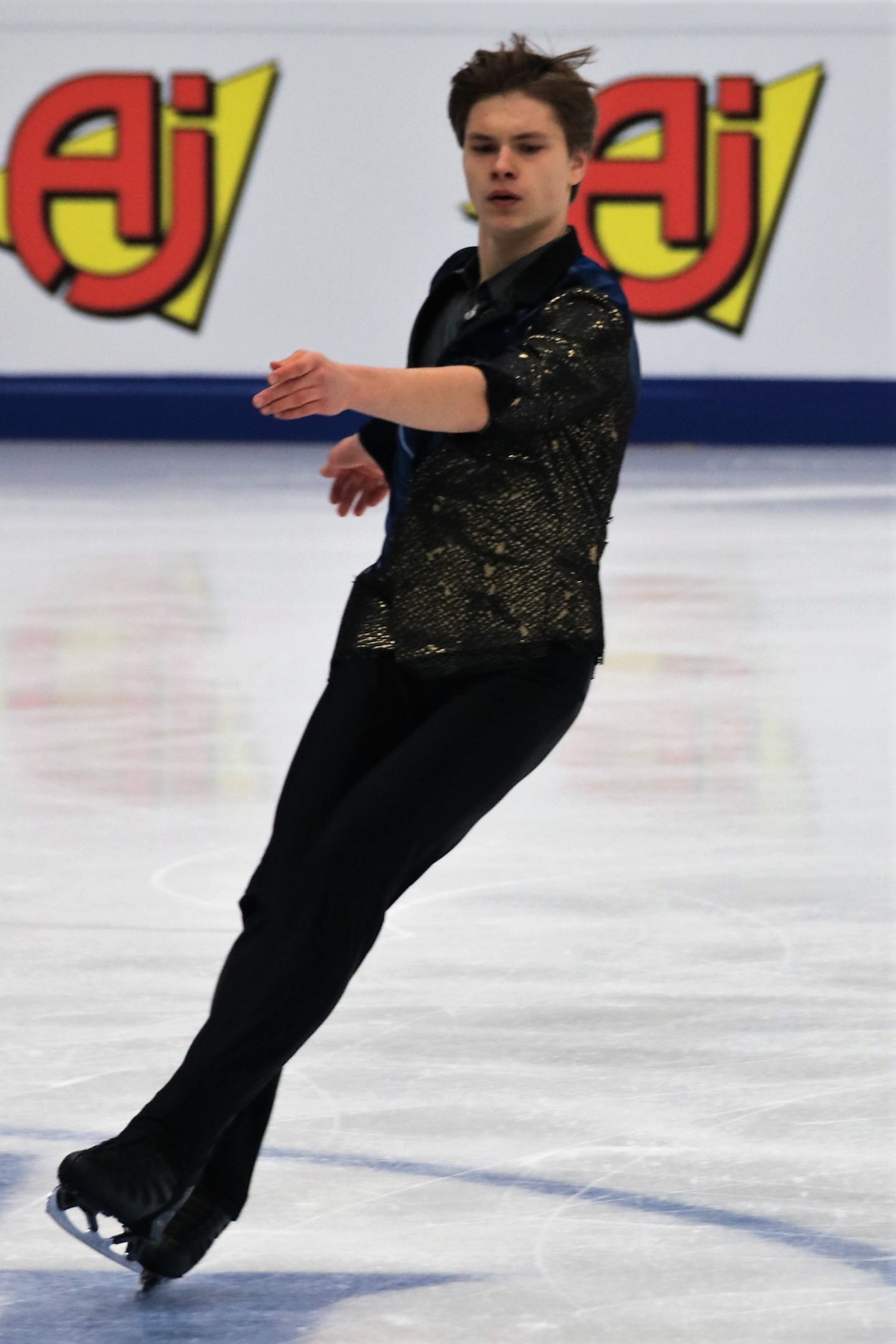
Выступление Дениса Васильева

Последний раз сборная Латвии по фигурному катанию участвовала в Олимпийских играх в 1994 году. Большинство олимпийских лицензий на Игры 2018 года были распределены по результатам выступления спортсменов в рамках чемпионата мира 2017 года. По его итогам сборная Латвии смогла завоевать по одной квоте в мужском и женском одиночном катании. Их принесли Денис Васильев и Ангелина Кучвальская. В декабре стало известно, что на Играх в Пхёнчхане Латвию представят Денис Васильев и Диана Никитина.
| Соревнование              | Спортсмены     | Короткая программа | Короткая программа | Произвольная программа | Произвольная программа | Всего                 | Всего                 |
| Соревнование              | Спортсмены     | Сумма баллов       | Место              | Сумма баллов           | Место                  | Сумма баллов          | Место                 |
| ------------------------- | -------------- | ------------------ | ------------------ | ---------------------- | ---------------------- | --------------------- | --------------------- |
| мужское одиночное катание | Денис Васильев | 79,52              | 21 Q               | 155,06                 | 20                     | 234,58                | 19                    |
| женское одиночное катание | Диана Никитина | 51,12              | 26                 | Завершила выступление  | Завершила выступление  | Завершила выступление | Завершила выступление |

#### Шорт-трек
Квалификация на зимние Олимпийские игры в шорт-треке проходила по результатам четырёх этапов Кубка мира 2017/2018. По итогам этих турниров был сформирован олимпийский квалификационный лист, согласно которому латвийская сборная получила право заявить для участия в Играх двух мужчин.
Мужчины
| Соревнование | Спортсмены       | Отборочный раунд | Отборочный раунд | Отборочный раунд | Четвертьфинал | Четвертьфинал | Четвертьфинал | Полуфинал            | Полуфинал            | Полуфинал            | Финал                | Финал                | Итоговое место |
| Соревнование | Спортсмены       | Забег            | Результат        | Место            | Забег         | Результат     | Место         | Забег                | Результат            | Место                | Результат            | Место                | Итоговое место |
| ------------ | ---------------- | ---------------- | ---------------- | ---------------- | ------------- | ------------- | ------------- | -------------------- | -------------------- | -------------------- | -------------------- | -------------------- | -------------- |
| 500 метров   | Роберт Звейниекс | 2                | 40,563           | 2 Q              | 2             | 40,904        | 3             | Завершил выступление | Завершил выступление | Завершил выступление | Завершил выступление | Завершил выступление | 10             |
| 1000 метров  | Роберто Пукитис  | 8                | 1:31,635         | 2 Q              | 4             | 1:24,022      | 3             | Завершил выступление | Завершил выступление | Завершил выступление | Завершил выступление | Завершил выступление | 11             |
| 1000 метров  | Роберт Звейниекс | 4                | 1:26,408         | 3 ADV            | 4             | 1:24,306      | 4             | Завершил выступление | Завершил выступление | Завершил выступление | Завершил выступление | Завершил выступление | 15             |
| 1500 метров  | Роберто Пукитис  | 5                | 2:18,825         | 2 Q              | Не проводится | Не проводится | Не проводится | 1                    | 2:11,165             | 4 QB                 | Финал B              | Финал B              | 11             |
| 1500 метров  | Роберто Пукитис  | 5                | 2:18,825         | 2 Q              | Не проводится | Не проводится | Не проводится | 1                    | 2:11,165             | 4 QB                 | 2:26,525             | 4                    | 11             |

### Лыжные виды спорта

#### Горнолыжный спорт
Квалификация спортсменов для участия в Олимпийских играх осуществлялась на основании специального квалификационного рейтинга FIS по состоянию на 21 января 2018 года. При этом НОК для участия в Олимпийских играх мог выбрать только того спортсмена, который вошёл в топ-500 олимпийского рейтинга в своей дисциплине, и при этом имел определённое количество очков, согласно квалификационной таблице. Страны, не имеющие участников в числе 500 сильнейших спортсменов, могли претендовать только на квоты категории «B» в технических дисциплинах. По итогам квалификационного отбора сборная Латвии завоевала 2 олимпийские лицензии категории «A».
Мужчины
| Соревнование      | Спортсмены        | Скоростной спуск/ 1 спуск | Скоростной спуск/ 1 спуск | Слалом/ 2 спуск      | Слалом/ 2 спуск      | Всего                | Место                | Отставание           |
| Соревнование      | Спортсмены        | Время                     | Место                     | Время                | Место                | Всего                | Место                | Отставание           |
| ----------------- | ----------------- | ------------------------- | ------------------------- | -------------------- | -------------------- | -------------------- | -------------------- | -------------------- |
| комбинация        | Кристап Звейниекс | 1:23,02                   | 51                        | 48,74                | 14                   | 2:11,76              | 26                   | +5,24                |
| слалом            | Кристап Звейниекс | DNF                       | DNF                       | завершил выступление | завершил выступление | завершил выступление | завершил выступление | завершил выступление |
| гигантский слалом | Кристап Звейниекс | 1:13,81                   | 41                        | 1:14,46              | 38                   | 2:28,27              | 35                   | +10,23               |

Женщины
| Соревнование      | Спортсмены   | 1 спуск | 1 спуск | 2 спуск | 2 спуск | Всего   | Место | Отставание |
| Соревнование      | Спортсмены   | Время   | Место   | Время   | Место   | Всего   | Место | Отставание |
| ----------------- | ------------ | ------- | ------- | ------- | ------- | ------- | ----- | ---------- |
| слалом            | Лелде Гасуна | 54,50   | 39      | 54,81   | 37      | 1:49,31 | 37    | +10,68     |
| гигантский слалом | Лелде Гасуна | 1:18,65 | 47      | 1:15,30 | 42      | 2:33,95 | 43    | +13,93     |

#### Лыжные гонки
Квалификация спортсменов для участия в Олимпийских играх осуществлялась на основании специального квалификационного рейтинга FIS по состоянию на 21 января 2018 года. Для получения олимпийской лицензии категории «A» спортсменам необходимо было набрать максимум 100 очков в дистанционном рейтинге FIS. При этом каждый НОК может заявить на Игры 1 мужчину и 1 женщины, если они выполнили квалификационный критерий «B», по которому они смогут принять участие в спринте и гонках на 10 км для женщин или 15 км для мужчин. По итогам квалификационного отбора сборная Латвии завоевала 2 олимпийские лицензии категории «A» и ещё одну категории «B».
Мужчины
Дистанционные гонки
| Соревнование              | Спортсмены    | Результат | Место | Отставание |
| ------------------------- | ------------- | --------- | ----- | ---------- |
| 15 км свободным стилем    | Индулис Бикше | 37:44,7   | 65    | +4:00,8    |
| 50 км классическим стилем | Индулис Бикше | 2:31:07,5 | 57    | +22:45,4   |

Спринт
| Соревнование | Спортсмены    | Квалификация | Квалификация | Четвертьфинал        | Четвертьфинал        | Четвертьфинал        | Полуфинал            | Полуфинал            | Полуфинал            | Финал                | Финал                | Итоговое место |
| Соревнование | Спортсмены    | Результат    | Место        | Заезд                | Результат            | Место                | Заезд                | Результат            | Место                | Результат            | Место                | Итоговое место |
| ------------ | ------------- | ------------ | ------------ | -------------------- | -------------------- | -------------------- | -------------------- | -------------------- | -------------------- | -------------------- | -------------------- | -------------- |
| спринт       | Индулис Бикше | 3:30,53      | 63           | Завершил выступление | Завершил выступление | Завершил выступление | Завершил выступление | Завершил выступление | Завершил выступление | Завершил выступление | Завершил выступление | 63             |

Женщины
Дистанционные гонки
| Соревнование           | Спортсмены      | Результат | Место | Отставание |
| ---------------------- | --------------- | --------- | ----- | ---------- |
| 10 км свободным стилем | Патриция Эйдука | 28:13,6   | 44    | +3:13,1    |
| 10 км свободным стилем | Инга Пашковска  | 31:34,9   | 80    | +6:34,4    |

Спринт
| Соревнование | Спортсмены      | Квалификация | Квалификация | Четвертьфинал         | Четвертьфинал         | Четвертьфинал         | Полуфинал             | Полуфинал             | Полуфинал             | Финал                 | Финал                 | Итоговое место |
| Соревнование | Спортсмены      | Результат    | Место        | Заезд                 | Результат             | Место                 | Заезд                 | Результат             | Место                 | Результат             | Место                 | Итоговое место |
| ------------ | --------------- | ------------ | ------------ | --------------------- | --------------------- | --------------------- | --------------------- | --------------------- | --------------------- | --------------------- | --------------------- | -------------- |
| спринт       | Патриция Эйдука | 3:49,70      | 62           | Завершила выступление | Завершила выступление | Завершила выступление | Завершила выступление | Завершила выступление | Завершила выступление | Завершила выступление | Завершила выступление | 62             |

### Санный спорт
Квалификация спортсменов для участия в Олимпийских играх осуществлялась на основании рейтинга Кубка мира FIL по состоянию на 1 января 2018 года. По его результатам сборная Латвии стала одной из пяти стран, кому удалось завоевать максимальное количество лицензий.
Мужчины
| Соревнование | Спортсмены                         | 1 заезд   | 1 заезд | 2 заезд   | 2 заезд | 3 заезд       | 3 заезд       | 4 заезд              | 4 заезд              | Итоговый результат | Итоговое место | Отставание |
| Соревнование | Спортсмены                         | Результат | Место   | Результат | Место   | Результат     | Место         | Результат            | Место                | Итоговый результат | Итоговое место | Отставание |
| ------------ | ---------------------------------- | --------- | ------- | --------- | ------- | ------------- | ------------- | -------------------- | -------------------- | ------------------ | -------------- | ---------- |
| одиночки     | Кристерс Апарйодс                  | 47,822    | 6       | 47,834    | 6       | 47,858        | 13            | 47,942               | 17                   | 3:11,456           | 11             | +0,754     |
| одиночки     | Инарс Кивлениекс                   | 48,274    | 21      | 48,370    | 22      | 48,066        | 20            | 48,112               | 20                   | 3:12,822           | 20             | +2,120     |
| одиночки     | Артур Дарзниекс                    | 48,305    | 22      | 48,671    | 29      | 48,602        | 28            | завершил выступление | завершил выступление | 2:25,578           | 24             | —          |
| двойки       | Андрис Шицс Юрис Шицс              | 46,336    | 9       | 46,106    | 4       | Не проводится | Не проводится | Не проводится        | Не проводится        | 1:32,442           | 6              | +0,745     |
| двойки       | Оскарс Гудрамович Петерис Калниньш | 46,890    | 17      | 46,317    | 9       | Не проводится | Не проводится | Не проводится        | Не проводится        | 1:33,207           | 14             | +1,510     |

Женщины
| Соревнование | Спортсмены      | 1 заезд   | 1 заезд | 2 заезд   | 2 заезд | 3 заезд   | 3 заезд | 4 заезд               | 4 заезд               | Итоговый результат | Итоговое место | Отставание |
| Соревнование | Спортсмены      | Результат | Место   | Результат | Место   | Результат | Место   | Результат             | Место                 | Итоговый результат | Итоговое место | Отставание |
| ------------ | --------------- | --------- | ------- | --------- | ------- | --------- | ------- | --------------------- | --------------------- | ------------------ | -------------- | ---------- |
| одиночки     | Улла Зирне      | 46,471    | 9       | 46,409    | 7       | 47,327    | 22      | 46,895                | 14                    | 3:07,102           | 12             | +1,870     |
| одиночки     | Элиза Цауце     | 47,458    | 25      | 46,477    | 10      | 46,624    | 10      | 47,092                | 16                    | 3:07,651           | 16             | +2,419     |
| одиночки     | Кендия Апарйоде | 48,103    | 27      | 46,927    | 21      | 47,296    | 21      | завершила выступление | завершила выступление | 2:22,326           | 23             | —          |

Смешанные команды
| Соревнование       | Спортсмены                                          | Женщины   | Женщины | Мужчины   | Мужчины | Двойки    | Двойки | Итоговый результат | Итоговое место | Отставание |
| Соревнование       | Спортсмены                                          | Результат | Место   | Результат | Место   | Результат | Место  | Итоговый результат | Итоговое место | Отставание |
| ------------------ | --------------------------------------------------- | --------- | ------- | --------- | ------- | --------- | ------ | ------------------ | -------------- | ---------- |
| смешанная эстафета | Улла Зирне Кристер Апарйодс Андрис Шицс / Юрис Шицс | 47,369    | 8       | 48,891    | 7       | 49,055    | 3      | 2:25,315           | 6              | +0,798     |